# إتيين دريوتون
إتيين دريوتون (بالفرنسية: Étienne Drioton)‏ ‏ (1889، فرنسا – 1961، إيطاليا) كان عالم مصريات فرنسي، وعالم آثار، ألف العديد من الكتب ويعتبر من أشهر علماء المصريات. دريوتون أسهم في حل الكثير من شيفرات الكتابات الهيروغليفية، كما أنه واضع أسس علم الآثار القبطية.
تولى دريوتون عام 1936 منصب مدير عام في المتحف المصري.